# Арутюнян, Феликс Гарегинович
Фе́ликс Гарегинович (Георгиевич, Герасимович, Гаректович) Арутюнян (1937 — 1992) — советский футболист, защитник.
В первенстве СССР выступал за клубы «Зенит» Ижевск (1957—1958), «Ширак» Ленинакан (1959, 1964—1965), «Спартак»/«Арарат» Ереван (1960—1964). В чемпионате (1960—1963) провёл 104 матча, забил 32 гола.
Полуфиналист Кубка СССР 1962.